# میا فارو
میا فارو (به انگلیسی: Mia Farrow) هنرپیشه آمریکایی و نامزد دریافت و برندهٔ جوایز مختلفی از جمله گلدن گلوب، بفتا و سن سباستین بهترین بازیگر نقش اول و مکمل زن است. فارو علاوه بر بازیگری به فعالیت‌های بشردوستانه نیز مشغول است و در سال ۲۰۰۰ به عنوان سفیر صلح و دوستی یونیسف برگزیده شد. او همچنین چندین بار از منطقهٔ بحران‌زدهٔ دارفور سودان بازدید کرده‌است و سایتی را برای کمک به پناهجویان دارفوری که قربانی نسل‌کشی قومی شده‌اند راه‌اندازی کرده‌است و گزارش‌ها و عکس‌های خود را از این منطقه در سایت مزبور قرار می‌دهد. این عکس‌ها در مجلهٔ پیپل نیز به چاپ رسیده‌اند. مجله تایم نیز در سال ۲۰۰۸، میا فارو را به عنوان یکی از ۱۰۰ نفر از تأثیرگذارترین مردم جهان انتخاب کرد.

## زندگی
میا فارو با نام ماریا د لوردس ویلرس فارو (انگلیسی: Maria de Lourdes Villiers Farrow) در ۹ فوریه ۱۹۴۵، در شهر لوس آنجلس ایالت کالیفرنیای آمریکا زاده شد. پدرش جان فارو، کارگردان و مادرش مورین اوسالیوان، هنرپیشهٔ سینما بود. اولین حضور او در برابر دوربین در سال ۱۹۴۷ رقم خورد ولی فعالیت جدی‌اش در سینما را از سال ۱۹۵۹ آغاز کرد. فارو ابتدا در نقش‌هایی کوچک ظاهر می‌شد ولی بازی در مجموعه تلویزیونی پیتون پلیس نام او را بر سر زبان‌ها انداخت و جایزه گلدن گلوب آینده‌دارترین نوستاره زن سینما را در سال ۱۹۶۵ برایش به ارمغان آورد. موفقیت بعدی او با فیلم بچه رزماری به کارگردانی رومن پولانسکی رقم خورد و او نامزد دریافت چندین جایزه از جمله گلدن گلوب بهترین هنرپیشه زن و برندهٔ دو جایزه اسپانیایی پرمیوس فوتوگراماس دو پلاتا و ایتالیایی پرمی دیوید دی دوناتلو برای این فیلم شد.
در دههٔ ۷۰ فارو در چندین فیلم قابل توجه ظاهر شد که از این میان می‌توان به فیلم‌های دکتر پوپول به کارگردانی کلود شابرول فرانسوی در سال ۱۹۷۲، گتسبی بزرگ (بازسازی مجدد) در سال ۱۹۷۴ و یک ازدواج به کارگردانی رابرت آلتمن در سال ۱۹۷۸ اشاره کرد. او همچنین در سال ۱۹۷۹ همراه با آنتونی پرکینز در نمایشی از برنارد اسلید بر روی صحنه برادوی به ایفای نقش پرداخت.
در ۱۹۸۲ نقش تک‌شاخ را در انیمیشن آخرین تک‌شاخ ایفا کرد و صدای خود را به آن داد. در ۱۹۸۳ در فیلم زلیگ بازی کرد و برندهٔ جایزهٔ بهترین هنرپیشه زن نقش مکمل انجمن منتقدین فیلم شهر کانزاس شد. میا فارو در دهه ۸۰ و اوایل دهه ۹۰ و به دنبال آشنایی‌اش با وودی آلن در چندین فیلم مطرح این کارگردان از جمله هانا و خواهرانش، رز بنفش قاهره، جرم‌ها و بزهکاری‌ها و آلیس بازی کرد و نامزد دریافت جوایز متعددی شد. در سال ۱۹۹۵ در فیلم راپسودی میامی ظاهر شد و پس از آن در چندین فیلم کوتاه مستقل به ایفای نقش پرداخت. همچنین زندگی‌نامه خودنوشته خود را در ۱۹۹۷ به چاپ رساند.
مبا فارو در سال ۲۰۰۰ به عنوان سفیر صلح و دوستی یونیسف برگزیده شد، سپس در چندین سریال و فیلم تلویزیونی بازی کرد و در سال ۲۰۰۶ نقش خانم بی‌لاک اهریمنی را در جدیدترین بازسازی فیلم طالع نحس ایفا کرد. آرتور و نامرئی‌ها، نام اولین قسمت از سه‌گانه فانتزی لوک بسون است که در سال ۲۰۰۷ ساخته شد و فارو نقش مادربزرگ را در آن بازی کرده‌است. او هم‌اینک مشغول بازی در قسمت‌های دوم و سوم این سه‌گانه به نام‌های آرتور و انتقام مالتازارد و آرتور و جنگ دو دنیا است.

### زندگی شخصی
میا فارو در ژوئیه ۱۹۶۶ و در ۲۱ سالگی با فرانک سیناترای ۵۰ ساله ازدواج کرد. این ازدواج خیلی زود به جدایی انجامید و سیناترا هنگامی که فارو مشغول بازی در فیلم بچه رزماری بود مدارک مربوط به طلاق را در حضور دیگر بازیگران و گروه فیلمبرداری به او تحویل داد. این حرکت برای فارو شوکه‌کننده بود زیرا هرگز گمان نمی‌برد که سیناترا، تنها به این دلیل که فارو درخواست او برای بازی در فیلمش را رد کرده بود بخواهد از او جدا شود. سرانجام آن دو در سال ۱۹۶۸ رسماً از یکدیگر جدا شدند. در سال ۱۹۷۰ فارو با آندره پروین، پیانیست یهودی و آلمانی‌تبار آمریکایی ازدواج کرد و مورد شماتت همسر سابق پروین که فارو را باعث جدایی شوهرش از او می‌دانست قرار گرفت و ترانهٔ «مواظب دختران جوان باشید» را علیه او ساخت. فارو و پروین صاحب سه فرزند به نام‌های ماتئو، ساشا و فلچر شدند و سه کودک کره‌ای و ویتنامی به نام‌های سون ئی، لارک سونگ و دیزی را نیز به فرزندخواندگی پذیرفتند. میا و آندره در سال ۱۹۷۹ از یکدیگر جدا شدند ولی با وجود این رابطه دوستانه بین آن دو همچنان باقی ماند.
در دهه ۸۰ فارو با وودی آلن آشنا شد و رابطه آن دو بیش از یک دهه به طول کشید. آن دو هیچ‌گاه با هم ازدواج نکردند و جدا از یکدیگر زندگی می‌کردند، با وجود این صاحب فرزند پسری به نام رونان سیموس شدند و یک دختر و یک پسر دیگر را نیز به فرزندی قبول کردند. در سال ۱۹۹۲ فارو عکس‌های برهنهٔ دخترخواندهٔ خود، سون ئی، را در آپارتمان آلن پیدا کرد و متوجه رابطه جنسی آن دو با یکدیگر شد. با علنی‌شدن این موضوع جنجال رسانه‌ای وسیعی به راه افتاد ولی در مقابل سون ئی پروین و وودی آلن با یکدیگر ازدواج کردند و شوک بزرگی را به میا فارو وارد آوردند. فارو دادخواستی را به دادگاه ارائه داد که آلن را متهم به کودک‌آزاری و سوءاستفاده از دیگر دخترخواندهٔ خود مالون می‌کرد ولی دادگاه با درنظرگرفتن اینکه ادامه چنین دادرسی‌ای می‌تواند برای کودک ۷ ساله مضر باشد آن را بدون نتیجه پایان‌یافته اعلام کرد. حق حضانت فرزندان به فارو داده شد و آلن از دیدار مالون منع شد و تنها اجازهٔ دیدن همراه با نظارت قانونی رونان به او داده شد. میشا، دیگر فرزندخواندهٔ فارو و آلن که در آن زمان ۱۴ سال داشت، اعلام کرد که نمی‌خواهد دیگر پدرش را ببیند. سون ئی پس از ازدواج با آلن دیگر مادرخواندهٔ خود را ملاقات نکرد و فارو در مصاحبه‌اش با هفته‌نامه آبزرور (چاپ انگلیس) از دست دادن او را یک تراژدی توصیف کرد و سون ئی در پاسخ گفت که فارو مادر ترزا نیست.
میا فارو پس از جدایی از آلن، ۵ کودک دیگر را نیز به فرزندخواندگی خود پذیرفت و به تنهایی سرپرستی آن‌ها را بر عهده گرفت. فارو که طرفدار به فرزندی‌پذیرفتن کودکان کشورهای فقیر است، سرپرستی آخرین فرزند غیر خونی خود را در سال ۱۹۹۵ بر عهده گرفت. او در حال حاضر ۱۵ فرزند دارد که یازده نفر آن‌ها، فرزندخواندگان فارو هستند.

#### فرزندان
از آندره پروین
- ماتئو فینیز پروین (۱۹۷۰)
- ساشا ویلیر پروین (۱۹۷۰)
- فلچر فارو پروین (۱۹۷۴)

فرزندخواندگان فارو و پروین
- سون ئی پروین (متولد ۱۹۷۰ در کره جنوبی - فرزندخواندگی در سال ۱۹۷۸)
- لارک سونگ پروین (متولد ۱۹۷۳ در ویتنام - فرزندخواندگی در سال ۱۹۷۳)
- سامر (دیزی) سونگ پروین (متولد ۱۹۷۵ - فرزند خواندگی در سال ۱۹۷۶)

از وودی آلن
- رونان سیموس فارو (نام تولد: ساچل اوسالیوان فارو - متولد ۱۹۸۷)

فرزندخواندگان فارو و آلن
- موزس آمادئوس (میشا) فارو (متولد ۱۹۷۸ - فرزندخواندگی ۱۹۸۰)
- دیلان اوسالیوان (ملون) فارو (با نام لیزا فارو نیز شناخته می‌شود)

دیگر فرزندخواندگان میا فارو که به تنهایی سرپرسیتیشان را برعهده گرفته‌است
- تم فارو (۱۹۷۹–۲۰۰۰)
- ایسایا جاستوس فارو (۱۹۹۱)
- کوئینسی فارو (فرزندخواندگی ۱۹۹۴)
- فرانکی مین (متولد ۱۹۹۱ - فرزندخواندگی ۱۹۹۵)
- تادئوس فارو (متولد ۱۹۸۸ - فرزندخواندگی ۱۹۹۴)
- گابریل ویلک فارو

### فعالیت‌های انسان‌دوستانه
میا فارو مدافع حقوق کودکان است و به ویژه برای کودکان درگیر جنگ در آفریقا فعالیت‌های زیادی از جمله اطلاع‌رسانی و جذب کمک‌های مالی برای بهبود وضعیت آن‌ها انجام داده‌است. فارو سفیر صلح یونیسف نیز است و در زمینهٔ ریشه‌کنی فلج اطفال، که زمانی خود نیز با آن درگیر بوده، تلاش بسیاری انجام داده‌است. او همچنین چندین بار همراه با پسر خود رونان فارو که او نیز برای یونیسف کار می‌کند به منطقه بحران‌زده دارفور سفر کرد تا به پناهجویان آواره دارفوری کمک کند. عکس‌های فارو از دارفور در ژوئیه سال ۲۰۰۶ در مجله پیپل به چاپ رسید و در همان ماه مقاله‌ای نیز به قلم فارو در رابطه با این بحران در روزنامه شیکاگو تریبیون منتشر شد. در ۷ اوت ۲۰۰۷، فارو طی نامه‌ای به رئیس‌جمهور سودان حاضر به معاملهٔ آزادی خود در قبال آزادی سلیمان جاموس، از فعالان ارتش آزادی‌بخش سودان و متحد کننده گروه‌های مختلف در دارفور شد.
از سال ۲۰۰۷ تا کنون فارو خود را وقف کمپین «امید برای دارفور» نموده‌است. او چین را متهم ساخته که به دلیل قراردادهای نفتی خود با سودان از دولت آن کشور حمایت و سلاح‌های مورد نیازشان را تأمین کرده‌است و همزمان با استفاده از حق وتوی خود در شورای امنیت سازمان ملل متحد علیه فرستادن صلح‌بانان آن سازمان به منطقه، راه را برای نسل‌کشی بیشتر دارفوری‌ها هموار می‌سازد. فارو معتقد است که چین به دلیل نفوذ بسیاری که در سودان به دست آورده‌است می‌تواند دولت آن کشور را تحت فشار قرار داده و به این نسل‌کشی پایان دهد. او همچنین از مردم می‌خواهد تا با تماس با حامیان مالی بازی‌های المپیک ۲۰۰۸ که در پکن، پایتخت چین برگزار خواهد شد و عدم حضورشان در مراسم افتتاحیه آن نارضایتی خودشان را از رفتار چینی‌ها نشان دهند. فارو همچنین پس از آگاهی از قرارداد استیون اسپیلبرگ با پکن برای مشاوره و کارگردانی هنری مراسم افتتاحیه این دوره از بازی‌ها او را مورد پرسش قرار داده بود و اسپیلبرگ نیز در فوریه ۲۰۰۸ انصراف خود را از انجام این کار اعلام کرد.

## فیلم‌شناسی
| سال  | نام فیلم                             | نقش                    | توضیحات          |  |
| ---- | ------------------------------------ | ---------------------- | ---------------- |  |
| ۱۹۵۹ | جان پل جونز                          |                        |                  |  |
| ۱۹۶۴ | نبرد باتازی                          | کارن اریکسون           |                  |  |
| ۱۹۶۷ | جانی بلیندا                          | بلیندا مک‌دونالد        | فیلم تلویزیونی   |  |
| ۱۹۶۸ | بچه رزماری                           | رزماری وودهاوس         |                  |  |
| ۱۹۶۸ | مراسم محرمانه                        | سنسی                   |                  |  |
| ۱۹۶۹ | جان و ماری                           |                        |                  |  |
| ۱۹۷۲ | دنبالم بیا!                          | بلیندا                 |                  |  |
| ۱۹۷۱ | see no evil                          | سارا                   | نابینا بود       |  |
| ۱۹۷۲ | دکتر پوپل                            | کریستین دوپون          |                  |  |
| ۱۹۷۴ | گتسبی بزرگ                           | دیزی                   |                  |  |
| ۱۹۷۶ | پیتر پن                              | پیتر پن                | (فیلم تلویزیونی) |  |
| ۱۹۷۸ | یک ازدواج                            | الیزابت بافی برنر      |                  |  |
| ۱۹۷۸ | بهمن                                 | کارولین بریس           |                  |  |
| ۱۹۷۸ | مرگ در کرانه نیل                     | ژاکلین دو بلفور        |                  |  |
| ۱۹۷۹ | گردباد                               | شارلوت بروکنر          |                  |  |
| ۱۹۸۲ | سارا                                 | راوی                   | فیلم تلویزیونی   |  |
| ۱۹۸۲ | آخرین تک‌شاخ                          | تک‌شاخ/لیدی آمالثیا     | فیلم انیمیشن     |  |
| ۱۹۸۳ | زلیگ                                 | دکتر یودورا نسبیت فلچر |                  |  |
| ۱۹۸۴ | سوپرگرل                              | آلورا                  |                  |  |
| ۱۹۸۵ | رز بنفش قاهره                        | سیسیلیا                |                  |  |
| ۱۹۸۶ | هانا و خواهرانش                      | هانا                   |                  |  |
| ۱۹۸۷ | دوران رادیو                          | سالی وایت              |                  |  |
| ۱۹۸۸ | زنی دیگر                             | هوپ                    |                  |  |
| ۱۹۸۹ | داستان‌های نیویورک                    | لیزا                   |                  |  |
| ۱۹۸۹ | جرم‌ها و بزهکاری‌ها                    | هالی رید               |                  |  |
| ۱۹۹۰ | آلیس                                 | آلیس تیت               |                  |  |
| ۱۹۹۲ | سایه و مه                            | ایرمی                  |                  |  |
| ۱۹۹۲ | زن و شوهرها                          | جودی راث               |                  |  |
| ۱۹۹۵ | راپسودی میامی                        | نینا مارکوس            |                  |  |
| ۱۹۹۵ | بی‌پروا                               |                        |                  |  |
| ۱۹۹۶ | آنجلا مونی                           | آنجلا مونی             |                  |  |
| ۱۹۹۹ | به‌زودی                               |                        |                  |  |
| ۱۹۹۹ | هرگز فراموشم مکن                     | دایان مک‌گاوین          | فیلم تلویزیونی   |  |
| ۲۰۰۲ | جودی لیدکر                           |                        | فیلم تلویزیونی   |  |
| ۲۰۰۲ | زندگی محرمانه زوئی                   | مارشا کارتر            | فیلم تلویزیونی   |  |
| ۲۰۰۴ | سامانتا: یک تعطیلات دخترانه آمریکایی | گرندمری ادواردز        |                  |  |
| ۲۰۰۶ | طالع نحس                             | خانم بی‌لاک             |                  |  |
| ۲۰۰۶ | آرتور و نامرئی‌ها                     | مادربزرگ               |                  |  |
| ۲۰۰۶ | اکس                                  |                        |                  |  |
| ۲۰۰۶ | فست ترک                              | آملیا کوالسکی          |                  |  |
| ۲۰۰۸ | Be Kind Rewind                       | دوشیزه فالویکز         |                  |  |
| ۲۰۰۹ | آرتور و انتقام مالتازارد             | مادربزرگ               |                  |  |
| ۲۰۱۰ | آرتور و جنگ دو جهان                  | مادربزرگ               |                  |  |

## جوایز
گلدن گلوب
- ۱۹۶۵ - برنده جایزه گلدن گلوب آینده‌دارترین نوستاره زن
- ۱۹۶۶ - نامزد جایزه گلدن گلوب بهترین هنرپیشه زن تلویزیون - پیتون پلیس
- ۱۹۶۹ - نامزد جایزه گلدن گلوب بهترین هنرپیشه زن فیلم درام - بچه رزماری
- ۱۹۶۹ - نامزد جایزه گلدن گلوب بهترین هنرپیشه زن فیلم کمدی-موزیکال - جان و مری
- ۱۹۸۵ - نامزد جایزه گلدن گلوب بهترین هنرپیشه زن فیلم کمدی-موزیکال - برادوی دنی رز
- ۱۹۸۶ - نامزد جایزه گلدن گلوب بهترین هنرپیشه زن فیلم کمدی-موزیکال - رز بنفش قاهره
- ۱۹۹۱ - نامزد جایزه گلدن گلوب بهترین هنرپیشه زن فیلم کمدی-موزیکال - آلیس
- ۲۰۰۰ - نامزد جایزه گلدن گلوب بهترین هنرپیشه زن فیلم تلویزیونی یا مجموعه کوتاه تلویزیونی - هرگز فراموشم مکن

جوایز بافتا
- ۱۹۷۰ - نامزد جایزه فیلم بافتا بهترین هنرپیشه زن - جان و مری
- ۱۹۸۶ - نامزد جایزه فیلم بافتا بهترین هنرپیشه زن - رز بنفش قاهره
- ۱۹۸۷ - نامزد جایزه فیلم بافتا بهترین هنرپیشه زن - هانا و خواهرانش

آکادمی فیلم‌های علمی-تخیلی، فانتزی و ترسناک آمریکا
- ۱۹۸۶ - نامزد جایزه ساترن بهترین بازیگر زن - رز بنفش قاهره

سایر
- ۱۹۶۸ - برنده جایزه لورل طلایی جدیدترین چهره زن
- ۱۹۶۹ - برنده جایزه دیوید دی دوناتلوی بهترین هنرپیشه زن خارجی - بچه رزماری
- ۱۹۷۰ - برنده جایزه فوتوگراماس دو پلاتای بهترین بازیگر فیلم خارجی زبان - بچه رزماری
- ۱۹۷۲ - برنده جایزه بهترین هنرپیشه زن جشنواره بین‌المللی فیلم سن سباستین - دنبالم بیا!
- ۱۹۸۴ - برنده جایزه انجمن منتقدین فیلم کانزاس (KCFCC) بهترین هنرپیشه زن نقش دوم - زلیگ
- ۱۹۹۰ - برنده جایزه NBR بهترین هنرپیشه زن - آلیس
- ۱۹۹۹ - نامزد جایزه ماهواره طلایی بهترین هنرپیشه زن فیلم تلویزیونی یا مجموعه کوتاه تلویزیونی - معجزه در نیمه شب
- ۲۰۰۳ - نامزد جایزه پریزم بازی در فیلم تلویزیونی یا مجموعه کوتاه - زندگی محرمانه زوئی